# Ipomoea sepacuitensis
Ipomoea sepacuitensis là một loài thực vật có hoa trong họ Bìm bìm. Loài này được Donn. Sm. mô tả khoa học đầu tiên năm 1913.